# Марк Валерий Мессала Барбат Аппиан
Марк Валерий Мессала Барбат Аппиан (лат. Marcus Valerius Messala Barbatus Appianus), от рождения Гай Клавдий Пульхр (лат. Gaius Clavdius Pulcher; 45 до н. э. — 12 до н. э.) — консул 12 до н. э., дед Мессалины.

## Биография
Родился в семье консула 38 года до н. э. Аппия Клавдия Пульхра, происходившего из патрицианской ветви Пульхров рода Клавдиев. Сведений о его матери нет.
Около 25 года до н. э. женился на Клавдии Марцелле Младшей, племяннице Августа. Долгое время у пары не было детей, и лишь в 14 году до н. э. родилась девочка, Клавдия Пульхра. Вскоре после этого Гай Клавдий был усыновлён в не менее знатный род Валериев Мессал, в ветвь Мессал Барбатов. Приёмным отцом его стал Марк Валерий Мессала, консул-суффект 32 года до н. э..
В 12 году до н. э. у пары родился ещё один ребенок — Марк Валерий Мессала Барбат, ставший отцом Мессалины.
В том же году Марк Валерий занял должность консула, однако через несколько недель после вступления в должность по неизвестной причине умер.